# Бортовой камень
Бордюр, бордюрный камень (также бордюр (фр. bordure, от bord — край), поребрик) — изделие, строительный материал, применяемый как разделитель между проезжей частью и тротуаром, велодорожкой и так далее.
Бортовой камень используется в качестве огораживающего элемента, который выполняет роль ограничения пешеходных дорожек и тротуаров от газонов, проезжей части, декорирования парковых ландшафтов и других территорий. Также изделия представляют собой надежную защиту от размытия обочины, осыпания грунта, способствуют долговечности плиточного покрытия, так как они не деформируются и не трескаются под воздействием механической загрузки и природных проявлений.

## Технические характеристики для России
Бортовой камень бывает нескольких видов:
- бордюр магистральный;
- дорожный бордюр;
- садовый бордюр.

Вне зависимости от вида бордюра его производство осуществляется в соответствии с требованиями ГОСТ:
- морозостойкость конструкций составляет около 200—250 циклов. Один цикл включает в себя замораживание и оттаивание изделия при температуре от −20 до +20 градусов. В условиях южнорусского климата подобных циклов в течение года происходит около пяти раз. В таком случае срок службы бордюрной конструкции составляет не менее 40 лет;
- прочность на сжатие соответствует не менее 350 кг/см²;
- водопоглощение от 3 % до 6 %, то есть конструкция весом один кг способна впитать до 60 грамм.

## Технология укладки в России

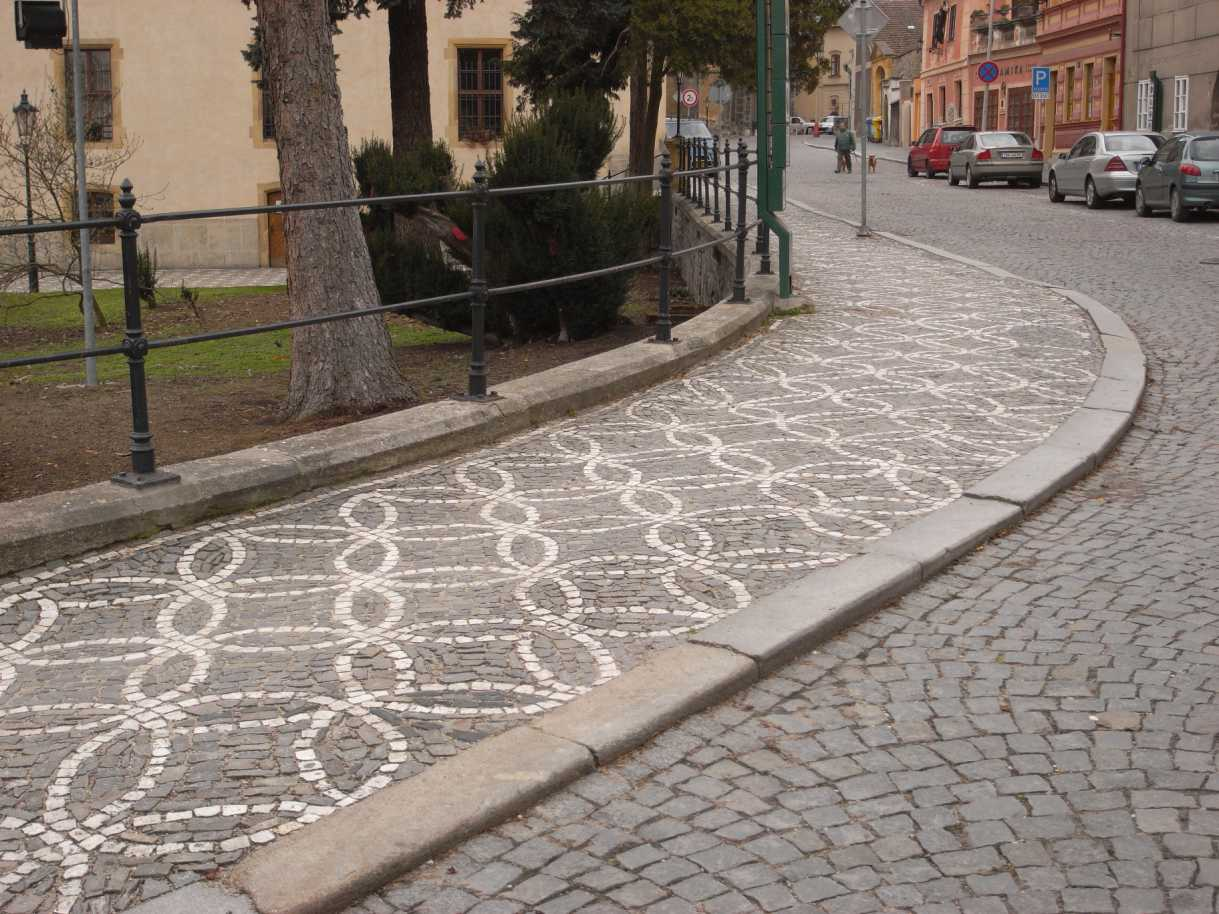
Старая мостовая с гранитным бортовым камнем в Кутна-Гора

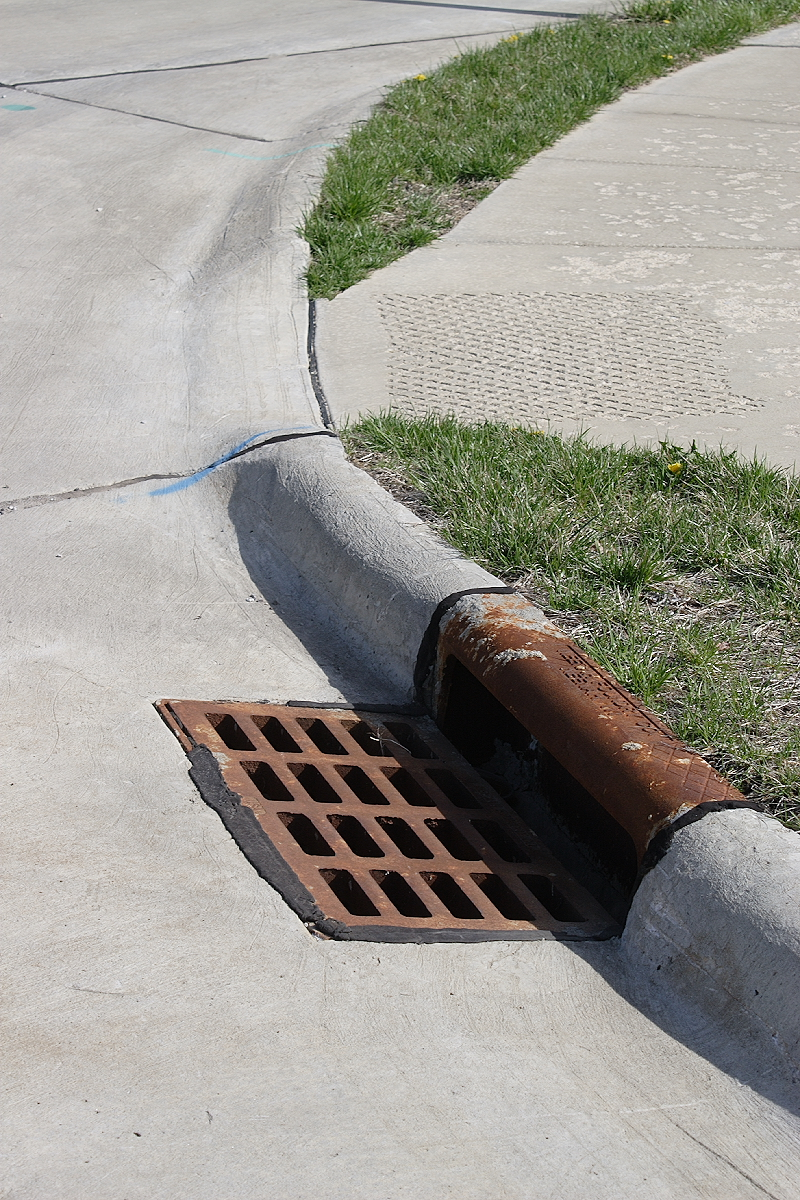
Бортовой камень с разным способом укладки

В ГОСТ 52289-2004 есть упоминание о боковой поверхности бордюра и о его верхе (нанесение разметки), там же упоминаются «Островки безопасности», выделенные разметкой или бордюрным камнем, которые устраиваются при интенсивности движения транспортных средств не менее 400 ед./ч на одну полосу проезжей части. Указывается, что высота приподнятого островка безопасности должна быть 10 см. В ГОСТ Р 52767-2007 (Российской Федерации), выпущенном в 2007 г. (действующий документ), можно найти следующее:

4.2.4. Направляющие островки

Высоту бордюра направляющих островков измеряют с использованием уровня по ГОСТ 9392 и измерительной линейки по ГОСТ 427.

Высоту бордюра определяют измерением зазора между дорожным покрытием и нижней гранью уровня, установленного в горизонтальном положении на верхнюю грань бордюра. Высота бордюра в любой его точке не должна превышать 10 см.

4.2.5. Островки безопасности

Высоту бордюра островков безопасности измеряют в соответствии с 4.2.4. Высота бордюра в любой его точке должна составлять (10 ± 1) см.

В законе Санкт-Петербурга «О мерах по усилению контроля за состоянием внешнего благоустройства Санкт-Петербурга» можно найти следующее:
В местах интенсивного движения пешеходов участки с растительным грунтом вокруг стволов деревьев должны быть покрыты в уровень мощения горизонтальными решетками из литого или кованого металла или ограждаться от плоскости мощения поребриком из естественного или искусственного камня высотой не менее 10 см.

Покрытия тротуаров и пешеходных дорожек, поребрики, бордюры выполняются из естественного или искусственного камня.

Границы владельческих участков должны быть выявлены тротуарами, дорожками, поребриками или реперами.

Все вертикальные перепады поверхностей и их покрытия (бортики, поребрики, ступени, подпорные стены, в том числе берега водоемов и другие) должны выполняться из естественного камня.

### Стандарт качества
Бетонные бортовые камни обозначают марками в соответствии с ГОСТ 6665-91. Марка камня состоит из буквенно-цифровых групп, разделённых тире. Первая группа содержит обозначение типа камня, длину, высоту и ширину камня в сантиметрах, радиус кривизны в метрах для криволинейных камней; вторая — класс напрягаемой арматуры.
Примеры условного обозначения камней:
- тип БР длиной 1000 мм, высотой 300 мм и шириной 180 мм: БР100.30.18;
- тип БК длиной 1000 мм, высотой 300 мм и шириной 180 мм с радиусом кривизны 8 м: БК100.30.18.8;
- тип БР длиной 6000 мм, высотой 300 мм и шириной 180 мм с напрягаемой арматурой класса А-IV: БР600.30.18-AIV.

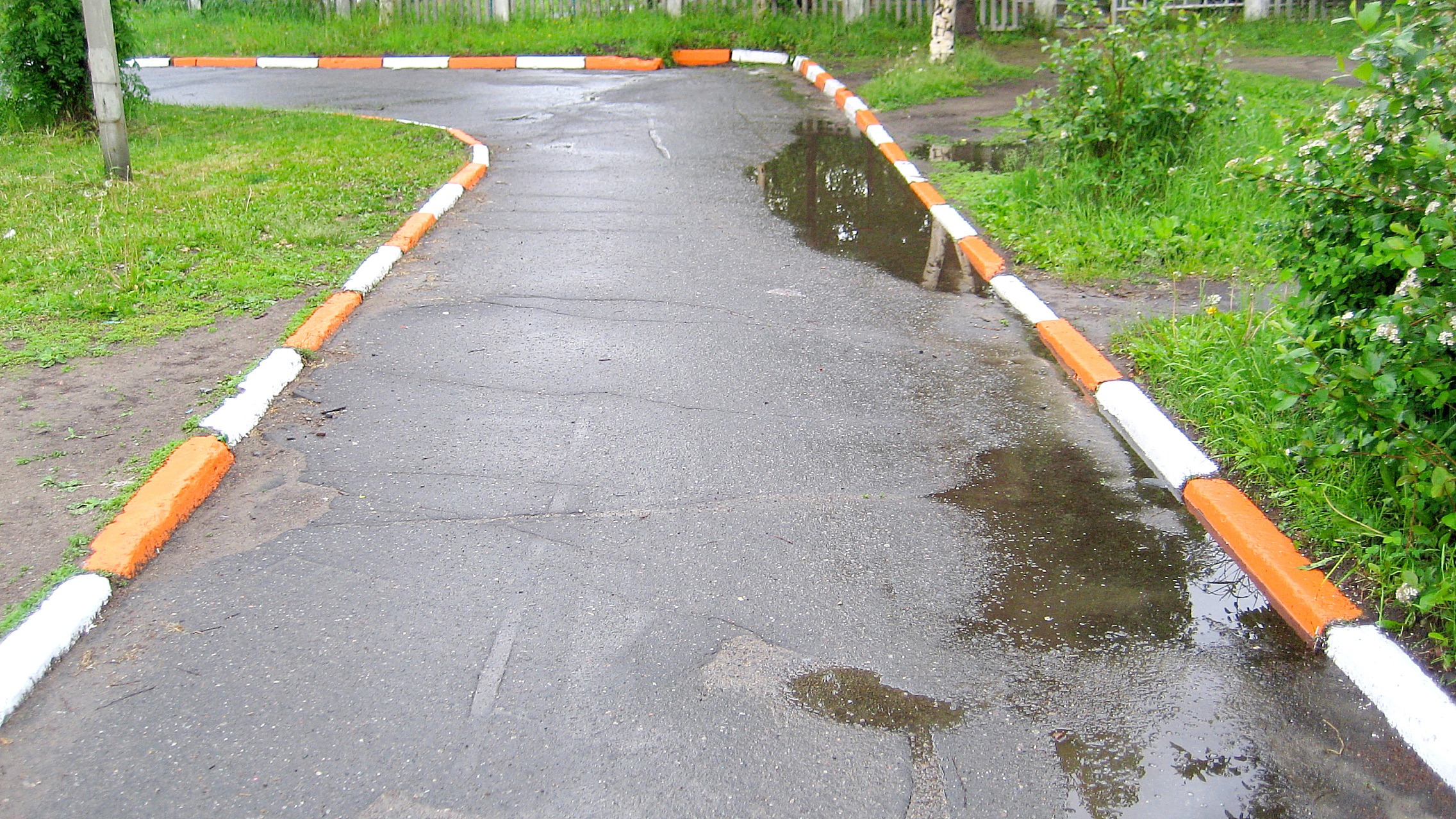
Бело-оранжевый бордюр
(Северодвинск, Проспект Морской)

### Окраска
Согласно сделанному в 2012 году заявлению заместителя главного архитектора города Москвы Игоря Воскресенского, каждый камень имеет свой цвет, отражённый в проекте, и нарушение цвета камня, например, покраска бордюров, является нарушением проекта, гранит при этом красить нельзя ни в коем случае. Согласно ГОСТ Р 51256-2011 дорожная разметка бордюры красками (эмалями) применяется «на опасных участках» дорог и «возвышающихся островках безопасности» (таблица А.2, номер 2.7).

## Синонимичность
Согласно Московско-петербургскому словарю, в столице бортовой камень чаще зовут бордюром, а в Санкт-Петербурге — поребриком. Об этом же поётся в песне Валерия Сюткина «Москва-Нева». В Новосибирске и Екатеринбурге бортовой камень также как правило называют поребриком.
В сентябре 2017 года в Санкт-Петербурге, на пересечении Бассейной ул. и Варшавской ул. был открыт памятник бордюру и поребрику, как символу дружбы Москвы и Санкт-Петербурга. Второй памятник, под названием «Междугородная любовь» был открыт в Санкт-Петербурге, на пересечении ул. Михаила Дудина и Заречной ул.